# Kubok SSSR 1964
La Kubok SSSR 1964 fu la 23ª edizione del trofeo. Vide la vittoria finale della Dinamo Kiev, giunto al suo secondo titolo.

## Formula
Rispetto all'edizione precedente ci fu un cambio di regolamento, che andò a rispecchiare la modifica della Klass B: nel 1964, infatti, quella che era la terza serie prevedeva sei gironi russi e tre ucraini, mentre le squadre delle altre repubbliche erano inserite all'interno di tali nove gironi. Il torneo era sempre diviso in due fasi, la fase preliminare e la fase finale e nella prima fase parteciparono solo club della Klass B; in tale fase le zone erano nove, rispecchiando le nove zone in cui era divisa la Klass B 1964; ciascuna zona prevedeva un unico ammesso alla seconda fase.
Nella seconda fase due delle nove ammesse giocarono il primo turno insieme ad otto delle ventisette formazioni della Vtoraja Gruppa A 1964 (seconda serie del campionato sovietico), mentre le altre sette, insieme alle restanti squadre della Vtoraja Gruppa A (eccetto lo Spartak Gomel che non partecipò al torneo) entrarono in scena direttamente al secondo turno. Infine le diciassette squadre di Pervaja Gruppa A 1964 (massima serie), entrarono in scena solo dal terzo turno, giocando i rispettivi incontri fuori casa.
In tutti i turni, sia nella fase preliminare che in quella finale, la formula fu quella classica dei turni ad eliminazione diretta, con gare di sola andata e tempi supplementari, ma non si effettuavano i tiri di rigore: in caso di parità si ricorreva al replay, disputato il giorno seguente sul medesimo terreno di gioco; la finale, come da tradizione, fu disputata a Mosca allo Stadio Centrale Lenin.

## Fase preliminare

### Zona Russia I

#### Primo turno
La partita si è disputata il 26 aprile 1964.
| Squadra 1      | Risultato | Squadra 2           |
| -------------- | --------- | ------------------- |
| Saturn Rybinsk | 2 – 1     | Chimik Novomoskovsk |

#### Ottavi
Le partite furono disputate tra il 26 e il 29 aprile 1964.
| Squadra 1            | Risultato | Squadra 2           |
| -------------------- | --------- | ------------------- |
| Zvezda Serpuchov     | 2 – 1     | Sputnik Kaluga      |
| Zveynieks Liepāja    | [ 1 ]     | Spartak Leningrado  |
| Tekstilščik Ivanovo  | 0 – 1     | Khimik Klin         |
| Spartak Petrozavodsk | 2 – 1     | Spartak Smolensk    |
| Granitas Klaipėda    | 3 – 1     | Metallurg Čerepovec |
| Dinamo Brjansk       | 1 – 0     | Avangard Kolomna    |
| Baltika              | 1 – 2     | Тralflotovec        |
| Tekmaš Kostroma      | 4 – 1     | Saturn Rybinsk      |

#### Quarti di finale
Le partite furono disputate tra il 6 e il 9 maggio 1964.
| Squadra 1            | Risultato | Squadra 2         |
| -------------------- | --------- | ----------------- |
| Tekmaš Kostroma      | 2 – 1     | Khimik Klin       |
| Spartak Petrozavodsk | 1 – 0     | Тralflotovec      |
| Granitas Klaipėda    | 1 – 0     | Zveynieks Liepāja |
| Dinamo Brjansk       | 0 – 3     | Zvezda Serpuchov  |

#### Semifinali
Le partite furono disputate il 13 e il 14 maggio 1964.
| Squadra 1         | Risultato   | Squadra 2            |
| ----------------- | ----------- | -------------------- |
| Granitas Klaipėda | 2 – 1 (dts) | Spartak Petrozavodsk |
| Zvezda Serpuchov  | 1 – 2       | Tekmaš Kostroma      |

#### Finale
La partita si è disputata il 20 maggio 1964.
| Squadra 1       | Risultato | Squadra 2         |
| --------------- | --------- | ----------------- |
| Tekmaš Kostroma | 2 – 1     | Granitas Klaipėda |

### Zona Russia II

#### Primo turno
La partita si è disputata il 16 aprile 1964.
| Squadra 1          | Risultato | Squadra 2       |
| ------------------ | --------- | --------------- |
| Serp i Molot Mosca | 3 – 0     | Spartak Saransk |

#### Ottavi
Le partite furono disputate tra il 26 e il 29 aprile 1964.
| Squadra 1            | Risultato   | Squadra 2          |
| -------------------- | ----------- | ------------------ |
| Znamja Truda         | 4 – 1       | Iskra Kazan'       |
| Trud Noginsk         | 3 – 2       | Zenit Iževsk       |
| Traktor Vladimir     | 4 – 1       | Chimik Dzeržinsk   |
| Torpedo Pavlovo      | 1 – 0       | Khimik Berezniki   |
| Spartak Joškar-Ola   | 0 – 3       | Serp i Molot Mosca |
| Progress Zelenodolsk | 7 – 1       | Volga Ul'janovsk   |
| Metallurg Tula       | 3 – 1 (dts) | Zvezda Perm'       |
| Spartak Rjazan'      | 0 – 1       | Dinamo Kirov       |

#### Quarti di finale
Le partite furono disputate tra il 6 e il 9 maggio 1964.
| Squadra 1            | Risultato | Squadra 2        |
| -------------------- | --------- | ---------------- |
| Trud Noginsk         | 0 – 1     | Metallurg Tula   |
| Dinamo Kirov         | 3 – 1     | Torpedo Vladimir |
| Serp i Molot Mosca   | 4 – 1     | Torpedo Pavlovo  |
| Progress Zelenodolsk | 0 – 1     | Znamja Truda     |

#### Semifinali
Le partite furono disputate il 15 e il 20 maggio 1964.
| Squadra 1      | Risultato | Squadra 2          |
| -------------- | --------- | ------------------ |
| Znamja Truda   | 4 – 0     | Dinamo Kirov       |
| Metallurg Tula | 1 – 0     | Serp i Molot Mosca |

#### Finale
La partita si è disputata il 27 maggio 1964.
| Squadra 1    | Risultato   | Squadra 2      |
| ------------ | ----------- | -------------- |
| Znamja Truda | 2 – 0 (dts) | Metallurg Tula |

### Zona Russia III

#### Ottavi
Le partite furono disputate il 26 e il 27 aprile 1964.
| Squadra 1                    | Risultato | Squadra 2           |
| ---------------------------- | --------- | ------------------- |
| Volgar' Astrachan'           | 2 – 1     | Sokol Saratov       |
| Trudovye Rezervy Kursk       | 3 – 0     | Spartak Orël        |
| Torpedo Taganrog             | 2 – 0     | Spartak Belgorod    |
| Šachtër Šachty               | 0 – 1     | Trud Penza          |
| Rostsel'maš                  | 4 – 0     | Torpedo Lipeck      |
| Progress Kamensk-Shakhtinsky | 5 – 1     | Neftyanik Syzran    |
| Energija Volžskij            | 2 – 1     | Metallurg Kuybyshev |
| Torpedo Armavir              | 2 – 0     | Spartak Tambov      |

#### Quarti di finale
Le partite furono disputate tra il 6 e il 10 maggio 1964.
| Squadra 1                    | Risultato | Squadra 2          |
| ---------------------------- | --------- | ------------------ |
| Rostsel'maš                  | 3 – 1     | Torpedo Armavir    |
| Progress Kamensk-Shakhtinsky | 0 – 1     | Trud Penza         |
| Energija Volžskij            | 2 – 1     | Volgar' Astrachan' |
| Trudovye Rezervy Kursk       | 5 – 1     | Torpedo Taganrog   |

#### Semifinali
Le partite furono disputate tra il 14 e il 17 maggio 1964.
| Squadra 1              | Risultato | Squadra 2         |
| ---------------------- | --------- | ----------------- |
| Trudovye Rezervy Kursk | 1 – 0     | Energija Volžskij |
| Trud Penza             | 2 – 2     | Rostsel'maš       |

#### Finale
La partita fu disputata il 27 maggio 1964.
| Squadra 1   | Risultato | Squadra 2              |
| ----------- | --------- | ---------------------- |
| Rostsel'maš | 3 – 0     | Trudovye Rezervy Kursk |

### Zona Russia IV

#### Primo turno
Le partite furono disputate il 16 aprile 1964.
| Squadra 1          | Risultato | Squadra 2       |
| ------------------ | --------- | --------------- |
| Alazani Gurdzhaani | 3 – 1     | Dinamo Baku     |
| Lori Kirovakan     | 1 – 0     | Lernagorc Kapan |

#### Ottavi
Le gare furono disputate il 21 aprile 1964.
| Squadra 1            | Risultato | Squadra 2                        |
| -------------------- | --------- | -------------------------------- |
| Terek Groznyj        | 4 – 0     | Urožaj Majkop                    |
| Dinamo Machačkala    | 2 – 0     | Spartak Nal'čik                  |
| Cement Novorossijsk  | 2 – 1     | Trudovye Rezervy Mineralnye Vody |
| Spartak Ordžonikidze | 1 – 2     | Dinamo Stavropol'                |
| Dinamo Sukhumi       | 3 – 1     | K'olkheti-1913 Poti              |
| Dinamo Kirovobad     | 2 – 0     | Alazani Gurdzhaani               |
| Dinamo Batumi        | 2 – 1     | Metallurg Rustavi                |
| Širak Leninakan      | 1 – 0     | Lori Kirovakan                   |

#### Quarti di finale
Le partite furono disputate il 6 maggio 1964.
| Squadra 1         | Risultato | Squadra 2           |
| ----------------- | --------- | ------------------- |
| Dinamo Batumi     | 2 – 0     | Širak Leninakan     |
| Terek Groznyj     | 3 – 0     | Dinamo Machačkala   |
| Dinamo Sukhumi    | 2 – 1     | Cement Novorossijsk |
| Dinamo Stavropol' | 2 – 1     | Dinamo Kirovobad    |

#### Semifinali
Le partite furono disputate il 13 maggio 1964.
| Squadra 1      | Risultato | Squadra 2         |
| -------------- | --------- | ----------------- |
| Terek Groznyj  | 3 – 1     | Dinamo Stavropol' |
| Dinamo Sukhumi | 1 – 0     | Dinamo Batumi     |

#### Finale
La partita fu disputata il 27 maggio 1964.
| Squadra 1     | Risultato | Squadra 2      |
| ------------- | --------- | -------------- |
| Terek Groznyj | 1 – 0     | Dinamo Sukhumi |

### Zona Russia V

#### Primo turno
La partita fu giocata il 17 aprile 1964; la ripetizione il giorno dopo.
| Squadra 1         | Risultato | Squadra 2         |
| ----------------- | --------- | ----------------- |
| Metallist Džambul | 1 – 2     | Dinamo Celinograd |

#### Ottavi
Le partite furono disputate il 21 e il 22 aprile 1964.
| Squadra 1                | Risultato | Squadra 2              |
| ------------------------ | --------- | ---------------------- |
| Spartak Samarcanda       | 1 – 0     | Stroitel' Kurgan       |
| Spartak Andijon          | 3 – 2     | Uralec-TS Nižnij Tagil |
| Saljut Kamensk-Ural'skij | 4 – 2     | Khimik Chirchik        |
| Politotdel               | 2 – 0     | Torpedo Miass          |
| Neftyanik Fergana        | 1 – 0     | Metallurg Magnitogorsk |
| Dinamo Celinograd        | 0 – 2     | Lokomotiv Orenburg     |
| Pamir Leninabad          | 2 – 0     | Priboj Tjumen'         |
| Metallurg Şımkent        | 1 – 0     | Stroitel' Ufa          |

#### Quarti di finale
Le partite furono disputate il 29 aprile e il 12 maggio.
| Squadra 1          | Risultato | Squadra 2                |
| ------------------ | --------- | ------------------------ |
| Politotdel         | 3 – 1     | Saljut Kamensk-Ural'skij |
| Pamir Leninabad    | 1 – 0     | Spartak Samarcanda       |
| Neftyanik Fergana  | 3 – 1     | Spartak Andijon          |
| Lokomotiv Orenburg | 2 – 1     | Metallurg Şımkent        |

#### Semifinali
Le partite furono disputate il 6 e il 21 maggio.
| Squadra 1         | Risultato | Squadra 2          |
| ----------------- | --------- | ------------------ |
| Neftyanik Fergana | 2 – 1     | Pamir Leninabad    |
| Politotdel        | 1 – 0     | Lokomotiv Orenburg |

#### Finale
La gara fu disputata il 26 maggio.
| Squadra 1         | Risultato | Squadra 2  |
| ----------------- | --------- | ---------- |
| Neftyanik Fergana | 1 – 0     | Politotdel |

### Zona Russia VI

#### Primo turno
Le partite furono disputate il 26 e il 27 aprile.
| Squadra 1             | Risultato | Squadra 2       |
| --------------------- | --------- | --------------- |
| Temp Barnaul          | 1 – 0     | Start Angarsk   |
| Lokomotiv Krasnojarsk | 3 – 1     | Armeec Ulan-Ude |

#### Ottavi
Le partite furono disputate tra il 26 e il 29 aprile.
| Squadra 1               | Risultato   | Squadra 2               |
| ----------------------- | ----------- | ----------------------- |
| Luč Vladivostok         | 1 – 0 (dts) | SKA-Chabarovsk          |
| Cementnik Semipalatinsk | 1 – 0       | Sibsel'maš Novosibirsk  |
| Torpedo Tomsk           | 2 – 1       | Chimik Kemerovo         |
| Amur Blagoveščensk      | 2 – 0       | Avangard K.N.A.         |
| Lokomotiv Krasnojarsk   | 2 – 0       | Temp Barnaul            |
| Zabaikalets Chita       | 0 – 1       | Angara Irkutsk          |
| Torpedo Rubcovsk        | 3 – 1       | Vostok Ust'-Kamenogorsk |
| Irtyš Omsk              | 1 – 0       | Šachtër Prokop'evsk     |

#### Quarti di finale
Le partite furono disputate il 5 e il 6 maggio.
| Squadra 1               | Risultato | Squadra 2             |
| ----------------------- | --------- | --------------------- |
| Cementnik Semipalatinsk | 2 – 0     | Torpedo Rubcovsk      |
| Luč Vladivostok         | 4 – 1     | Amur Blagoveščensk    |
| Irtyš Omsk              | 2 – 0     | Torpedo Tomsk         |
| Angara Irkutsk          | 1 – 2     | Lokomotiv Krasnojarsk |

#### Semifinali
Le partite furono disputate il 13 maggio.
| Squadra 1               | Risultato | Squadra 2       |
| ----------------------- | --------- | --------------- |
| Cementnik Semipalatinsk | 1 – 0     | Irtyš Omsk      |
| Lokomotiv Krasnojarsk   | 2 – 1     | Luč Vladivostok |

#### Finale
La gara fu disputata il 20 maggio.
| Squadra 1             | Risultato | Squadra 2               |
| --------------------- | --------- | ----------------------- |
| Lokomotiv Krasnojarsk | 3 – 1     | Cementnik Semipalatinsk |

### Zona Ucraina I

#### Ottavi
Le partite furono disputate il 22 e il 25 aprile 1964.
| Squadra 1                | Risultato   | Squadra 2           |
| ------------------------ | ----------- | ------------------- |
| Volyn'                   | 0 – 2       | Avanhard Ternopil'  |
| Verchovina Užhorod       | 1 – 0       | Nëman               |
| Spartak Sumy             | 2 – 1       | Temp Kiev           |
| Spartak Ivano-Frankivs'k | 1 – 0       | Neftyanik Drogobych |
| SKA Leopoli              | 2 – 1       | Spartak Mogilev     |
| Kolchoznik Rivne         | 1 – 0 (dts) | Spartak Brest       |
| Desna Černihiv           | 1 – 0       | Dvina Vicebsk       |
| Polіssja Žytomyr         | 1 – 0       | Dinamo Khmelnitskiy |

#### Quarti di finale
Le partite furono disputate il 29 aprile 1964.
| Squadra 1          | Risultato | Squadra 2                |
| ------------------ | --------- | ------------------------ |
| Polіssja Žytomyr   | [ 6 ]     | Desna Černihiv           |
| Spartak Sumy       | 3 – 0     | Spartak Ivano-Frankivs'k |
| SKA Leopoli        | 4 – 2     | Verchovina Užhorod       |
| Avanhard Ternopil' | 2 – 1     | Kolchoznik Rivne         |

#### Semifinali
Le partite furono disputate il 13 maggio 1964.
| Squadra 1      | Risultato | Squadra 2          |
| -------------- | --------- | ------------------ |
| SKA Leopoli    | 4 – 1     | Avanhard Ternopil' |
| Desna Černihiv | 4 – 1     | Spartak Sumy       |

#### Finale
L'incontro fu disputato il 23 maggio 1964.
| Squadra 1   | Risultato | Squadra 2      |
| ----------- | --------- | -------------- |
| SKA Leopoli | 3 – 0     | Desna Černihiv |

### Zona Ucraina II

#### Ottavi
Le partite furono disputate il 22 e il 25 aprile 1964.
| Squadra 1              | Risultato | Squadra 2          |
| ---------------------- | --------- | ------------------ |
| Avangard Zheltye Vody  | 1 – 2     | SKA Kiev           |
| Sudostroitel' Mykolaïv | 0 – 1     | Chaika Balaklava   |
| Šachtër Oleksandrija   | 0 – 1     | Kolchoznik Čerkasy |
| Lučafėrul Tiraspol     | 1 – 2     | Zvezda Kirovohrad  |
| Dunayets Izmail        | [ 7 ]     | Nistrul Bender     |
| Avangard Černivci      | 3 – 1     | Dnepr Kremenčuk    |
| Stroitel Cherson       | 1 – 0     | Kolchoznik Poltava |
| Lokomotyv Vinnycja     | 3 – 2     | Stroitel Beltsy    |

#### Quarti di finale
Le partite furono disputate il 29 aprile e l'8 maggio 1964.
| Squadra 1          | Risultato | Squadra 2          |
| ------------------ | --------- | ------------------ |
| Zvezda Kirovohrad  | 4 – 1     | Avangard Černivci  |
| SKA Kiev           | 3 – 0     | Kolchoznik Čerkasy |
| Chaika Balaklava   | 1 – 0     | Stroitel Cherson   |
| Lokomotyv Vinnycja | 3 – 1     | Dunayets Izmail    |

#### Semifinali
Le partite furono disputate il 13 maggio 1964.
| Squadra 1         | Risultato | Squadra 2          |
| ----------------- | --------- | ------------------ |
| Zvezda Kirovohrad | 2 – 1     | Lokomotyv Vinnycja |
| SKA Kiev          | 4 – 0     | Chaika Balaklava   |

#### Finale
La gara fu disputata il 23 maggio 1964.
| Squadra 1 | Risultato | Squadra 2         |
| --------- | --------- | ----------------- |
| SKA Kiev  | 2 – 0     | Zvezda Kirovohrad |

### Zona Ucraina III

#### Ottavi
Le partite furono disputate tra il 22 e il 26 aprile 1964.
| Squadra 1             | Risultato | Squadra 2                   |
| --------------------- | --------- | --------------------------- |
| Tavrija               | 3 – 0     | Industria Yenakievo         |
| Lokomotiv Donetsk     | 2 – 1     | Šachtar Horlivka            |
| Khimik Severodonetsk  | 1 – 0     | Dmeprovets Dneprodzerzhinsk |
| Gornjak Krivoj Rog    | 3 – 0     | Metallurg Kerč              |
| Azovstal' Ždanov      | 1 – 0     | Avanhard Kramators'k        |
| Kommunarec Kommunarsk | 0 – 1     | Šachtar Kadiïvka            |
| SKF Sebastopoli       | 4 – 1     | Burevestnik Melitopol       |
| Torpedo Kharkov       | 1 – 0     | Trubnik Nikopol             |

#### Quarti di finale
Le partite furono disputate tra il 29 aprile e il 9 maggio 1964.
| Squadra 1            | Risultato | Squadra 2         |
| -------------------- | --------- | ----------------- |
| Khimik Severodonetsk | 2 – 0     | Torpedo Kharkov   |
| Gornjak Krivoj Rog   | 3 – 0     | Lokomotiv Donetsk |
| Tavrija              | 2 – 1     | Azovstal' Ždanov  |
| SKF Sebastopoli      | 4 – 3     | Šachtar Kadiïvka  |

#### Semifinali
Le partite furono disputate il 13 maggio 1964.
| Squadra 1          | Risultato   | Squadra 2            |
| ------------------ | ----------- | -------------------- |
| Gornjak Krivoj Rog | 2 – 0       | Khimik Severodonetsk |
| SKF Sebastopoli    | 5 – 2 (dts) | Tavrija              |

#### Finale
La partita fu disputate il 27 maggio 1964.
| Squadra 1       | Risultato | Squadra 2          |
| --------------- | --------- | ------------------ |
| SKF Sebastopoli | 2 – 0     | Gornjak Krivoj Rog |

## Fase finale

### Primo turno
Le gare furono disputate il 17 e il 26 maggio 1964.
| Squadra 1          | Risultato | Squadra 2         |
| ------------------ | --------- | ----------------- |
| Stroitel' Aşgabat  | 2 – 1     | Dünamo Tallinn    |
| SKA Leopoli        | 2 – 0     | Traktor Volgograd |
| SKA Kiev           | 0 – 1     | Karpaty           |
| Černomorets Odessa | 1 – 0     | Dinamo Leningrado |
| Alga Frunze        | 2 – 1     | Uralmaš           |

### Secondo turno
Le gare furono disputate tra il 26 maggio e il 2 giugno 1964.
| Squadra 1             | Risultato   | Squadra 2           |
| --------------------- | ----------- | ------------------- |
| Energetik Dušanbe     | 3 – 1       | Daugava Rīga        |
| SKA Odessa            | 0 – 1       | Trud Voronež        |
| Zorja                 | 4 – 0       | SKA Novosibirsk     |
| Lokomotiv Krasnojarsk | 1 – 0       | Avangard Charkiv    |
| Znamja Truda          | 0 – 2       | Kuban'              |
| Tekmaš Kostroma       | 0 – 1       | Žalgiris            |
| SKF Sebastopoli       | 2 – 1 (dts) | Volga Kalinin       |
| SKA Leopoli           | 6 – 2       | Dnepr               |
| Lokomotiv Mosca       | 4 – 0 (dts) | Lokomotiv Tbilisi   |
| Lokomotiv Čeljabinsk  | 2 – 0       | Shahter Qaraǵandy   |
| Terek Groznyj         | 5 – 2       | Ararat              |
| Neftyanik Fergana     | 2 – 1       | Metalurh Zaporižžja |
| Rostsel'maš           | 1 – 0       | Paxtakor            |
| Karpaty               | 1 – 0       | Stroitel' Aşgabat   |
| Černomorets Odessa    | 2 – 0       | Alga Frunze         |

### Terzo turno
Le gare furono disputate tra il 31 maggio e l'11 giugno 1964.
| Squadra 1             | Risultato   | Squadra 2                |
| --------------------- | ----------- | ------------------------ |
| Trud Voronež          | 0 – 3       | Qairat                   |
| Lokomotiv Krasnojarsk | 0 – 1       | Dinamo Tbilisi           |
| Žalgiris              | 1 – 0       | Torpedo Mosca            |
| Terek Groznyj         | 1 – 2       | Šachtër Donec'k          |
| Energetik Dušanbe     | 1 – 3       | Neftyanik Baku           |
| Zorja                 | 1 – 2       | Kryl'ja Sovetov Kujbyšev |
| Lokomotiv Čeljabinsk  | 3 – 2 (dts) | Moldova Chișinău         |
| Karpaty               | 0 – 1       | Šinnik                   |
| SKF Sebastopoli       | 1 – 0       | T'orp'edo Kutaisi        |
| SKA Leopoli           | 3 – 1       | Volga Gor'kij            |
| Neftyanik Fergana     | 0 – 1       | Dinamo Kiev              |
| Černomorets Odessa    | 0 – 1       | Zenit Leningrado         |
| Kuban'                | 1 – 4       | Spartak Mosca            |
| Dinamo Minsk          | 1 – 2       | CSKA Mosca               |
| Rostsel'maš           | 1 – 2       | SKA Rostov               |
| Lokomotiv Mosca       | 1 – 2       | Dinamo Mosca             |

### Ottavi di finale
Le gare furono disputate tra l'11 giugno e il 15 agosto 1964.
| Squadra 1       | Risultato   | Squadra 2                |
| --------------- | ----------- | ------------------------ |
| Šinnik          | 1 – 0 (dts) | Zenit Leningrado         |
| Šachtër Donec'k | 1 – 2       | Kryl'ja Sovetov Kujbyšev |
| SKA Rostov      | 0 – 1       | SKA Leopoli              |
| CSKA Mosca      | 2 – 1 (dts) | SKF Sebastopoli          |
| Žalgiris        | 4 – 0       | Lokomotiv Čeljabinsk     |
| Spartak Mosca   | 1 – 0       | Qairat                   |
| Dinamo Kiev     | 4 – 1       | Neftyanik Baku           |
| Dinamo Mosca    | 2 – 1 (dts) | Dinamo Tbilisi           |

### Quarti di finale
Le gare furono disputate tra il 21 giugno e il 30 agosto 1964.
| Squadra 1                | Risultato | Squadra 2   |
| ------------------------ | --------- | ----------- |
| Kryl'ja Sovetov Kujbyšev | 1 – 0     | SKA Leopoli |
| Šinnik                   | 1 – 3     | Dinamo Kiev |
| Dinamo Mosca             | 2 – 0     | CSKA Mosca  |
| Spartak Mosca            | 1 – 0     | Žalgiris    |

### Semifinali
Le gare furono disputate tra il 7 e il 9 settembre 1964.
| Squadra 1     | Risultato | Squadra 2                |
| ------------- | --------- | ------------------------ |
| Dinamo Mosca  | 2 – 3     | Kryl'ja Sovetov Kujbyšev |
| Spartak Mosca | 2 – 3     | Dinamo Kiev              |

### Finale
| Arbitro: | Tofik Bakhramov |

| |            | |
| Kanjevskij 17’                                                                                           | Marcatori  | |
| Bannikov Ščegol'kov Sosnikhin Turjančik Ostrovskiy Szabó Medvid' Bazilevič Kanjevskij Biba Serebrjanikov | Formazioni | · Sokolov · Majorov · Saryčev · Kapsin · Val'kov · Grišin · Osjanin · Fëdorov · Kokh · (Abdul'manov ) · Žukov · Kikin |
| Viktor Maslov                                                                                            | Allenatori | Viktor Karpov |